# Alfonso Dante Mion
Alfonso Dante Mion (Villaga, 21 marzo 1930 – 12 novembre 2017) è stato un calciatore italiano, di ruolo attaccante.

## Carriera
Cresce nel Vicenza, con cui debutta nell'ultima giornata del campionato di Serie B 1948-1949 segnando la rete della vittoria (0-1) nella trasferta in casa del Siracusa. Con i biancorossi gioca anche nella stagione successiva, al termine della quale viene ceduto con altri giovani al Bassano.
Nel 1951 emigra in Belgio in cerca di fortuna, ripiegando sulla professione di minatore; tuttavia continua a giocare a calcio tra i dilettanti del Charleroi, segnando, nella stagione 1955-1956, ben 24 gol.
A lui si interessa l'Atalanta, che lo riporta in Italia e lo fa esordire in Serie A. La prima stagione si rivela positiva per Mion, che segna sei reti in campionato, tra cui quella decisiva nello scontro diretto per la salvezza con la Triestina all'ultima giornata.
Tuttavia i tre anni successivi non si rivelano particolarmente fortunati, tanto che riesce a collezionare soltanto un gol in nove presenze.

## Palmarès

### Club

#### Competizioni nazionali
- Serie B: 1

Atalanta: 1958-1959